# 鉾持神社
鉾持神社（ほこじじんじゃ）は、長野県伊那市高遠町西高遠にある神社である。

## 歴史
創建は721年（養老5年）。
信濃国司の小治田宅持により伊豆神社の天津彦火瓊瓊杵尊、箱根神社の天津彦火火出見尊、三嶋大社の大山祗命、それぞれの分霊を町の西部にある権現山より勧請し、信濃国司源重之により969年（安和2年）に伊那郡笠原荘に遷座。現在地には日野喜太夫宗滋により1184年（元暦元年）に遷座した。現在地に遷座後、1185年（文治元年）に、旧所在地伊那郡笠原荘の土中から「霊鉾」が発掘され鉾持神社と改称。御神体として祀り鉾持三社大権現と尊称した。
現在の本殿は1774年（安永3年）に再建されたもの。
神楽殿は、1907年（明治40年）に建設し、拝殿は1915年（大正15年）に改築された。本堂へと続く石段は321段あり、参道手前にはだるまなどの集積所がある。

## 十四日市（だるま市）
毎年2月11日に境内で行われる五穀豊穣を祈る祈年祭。室町時代から続いており、もともとは籾種の交換・販売や蚕種の販売を行っていたが明治中頃からだるまの販売が始まり、だるま市と呼ばれ親しまれるようになった。伊那谷唯一のだるま市。中でも幸運をもたらすという福だるまを求める人で賑わった。神社周辺一帯では飾り人形が展示され、地元の産物などが販売されている。「十四日市」の名は、元々旧暦正月14日に行われていたことに由来する。

## 参考画像

鉾持神社社殿
鉾持神社参道
鉾持神社参道石段
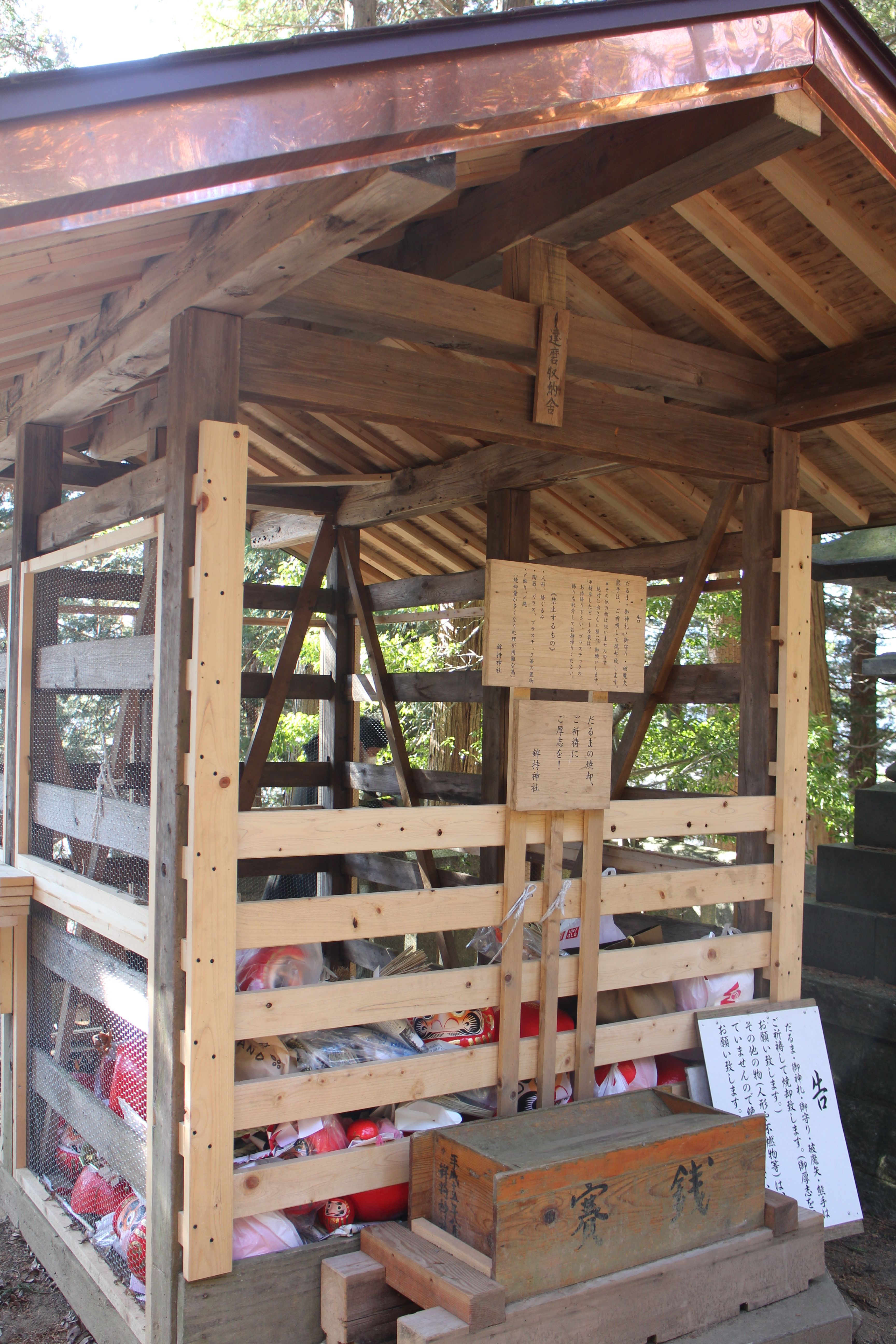
だるま、お札、お守り等集積所
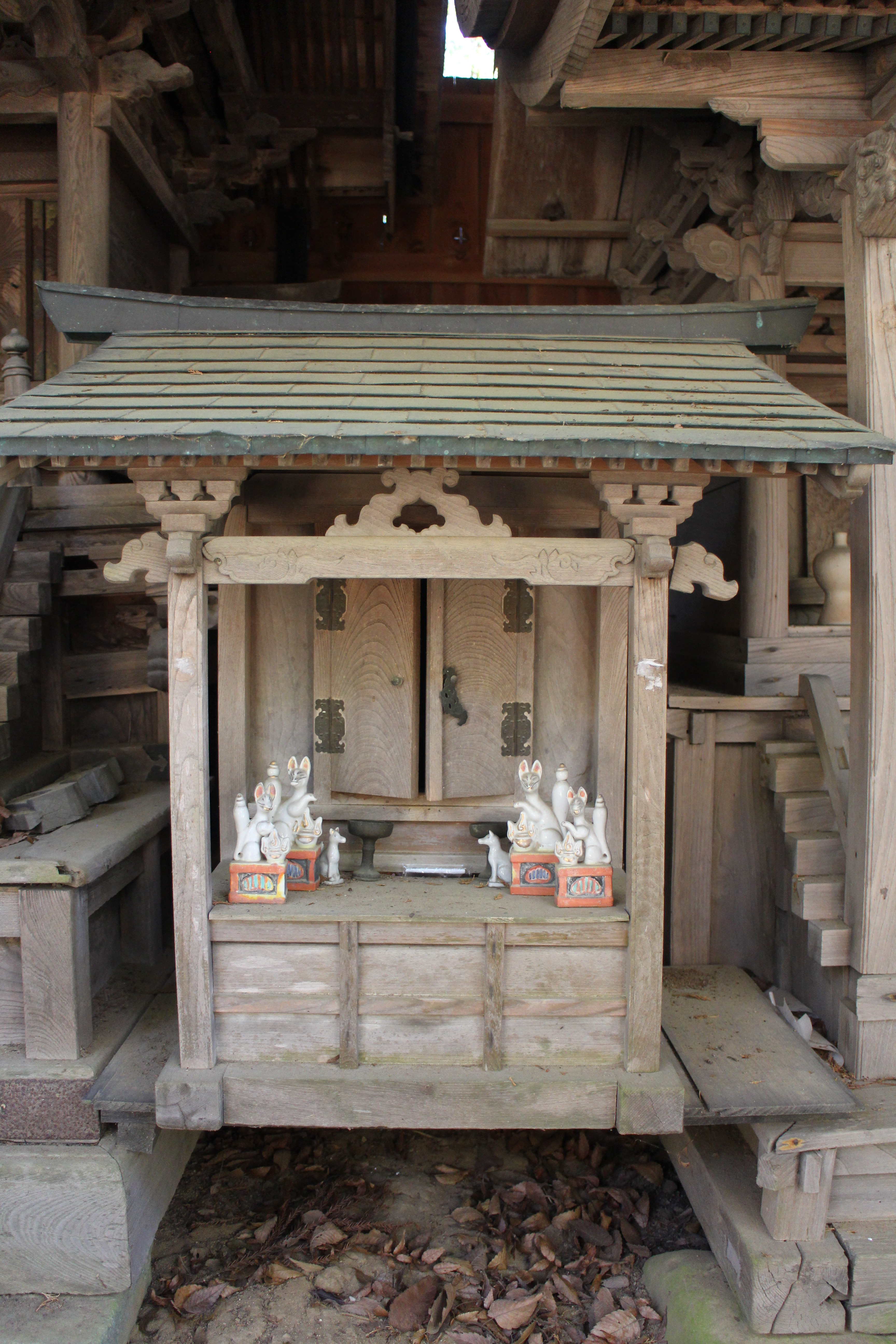
祠
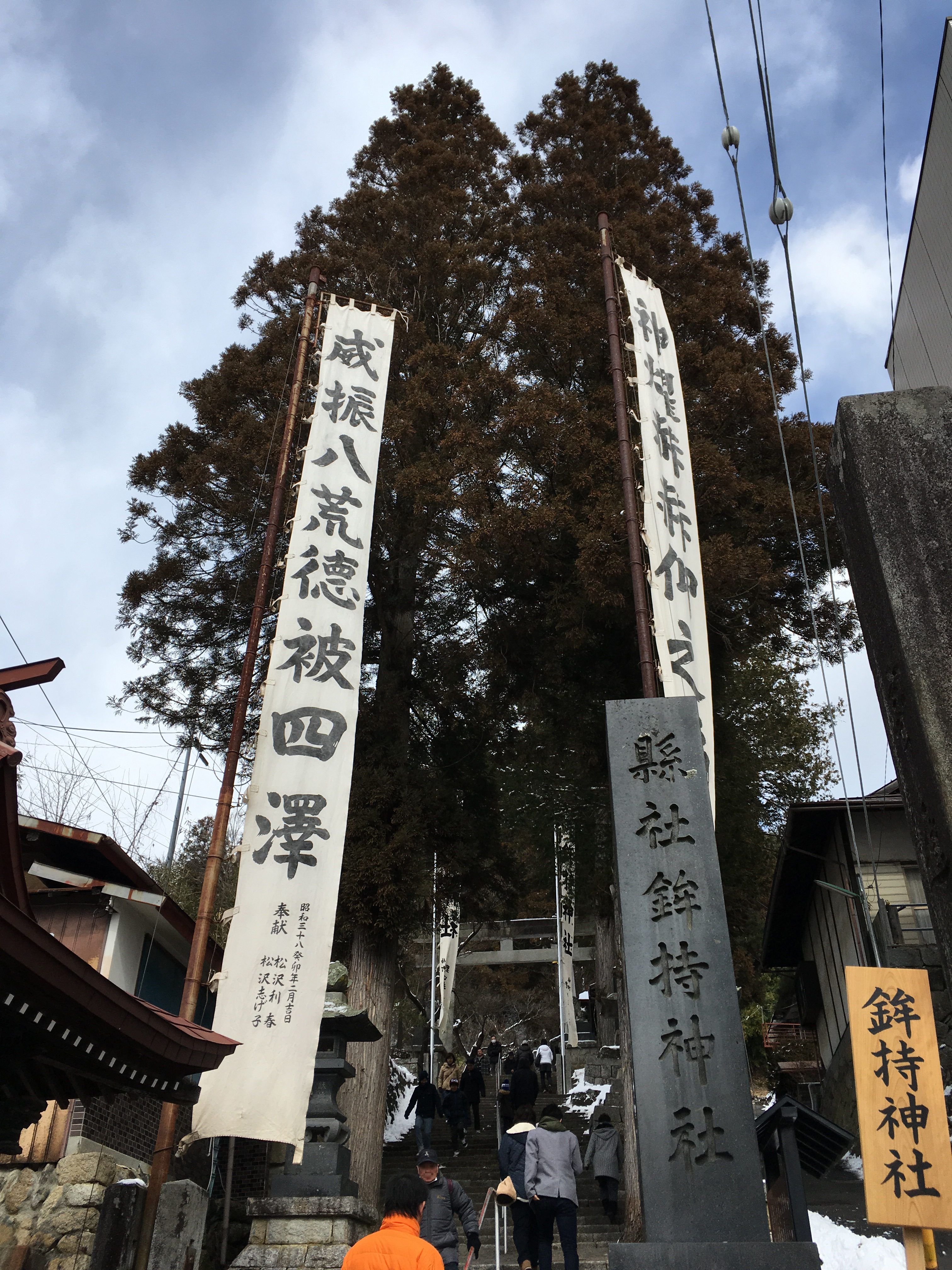
2017年2月11日鉾持神社 幟
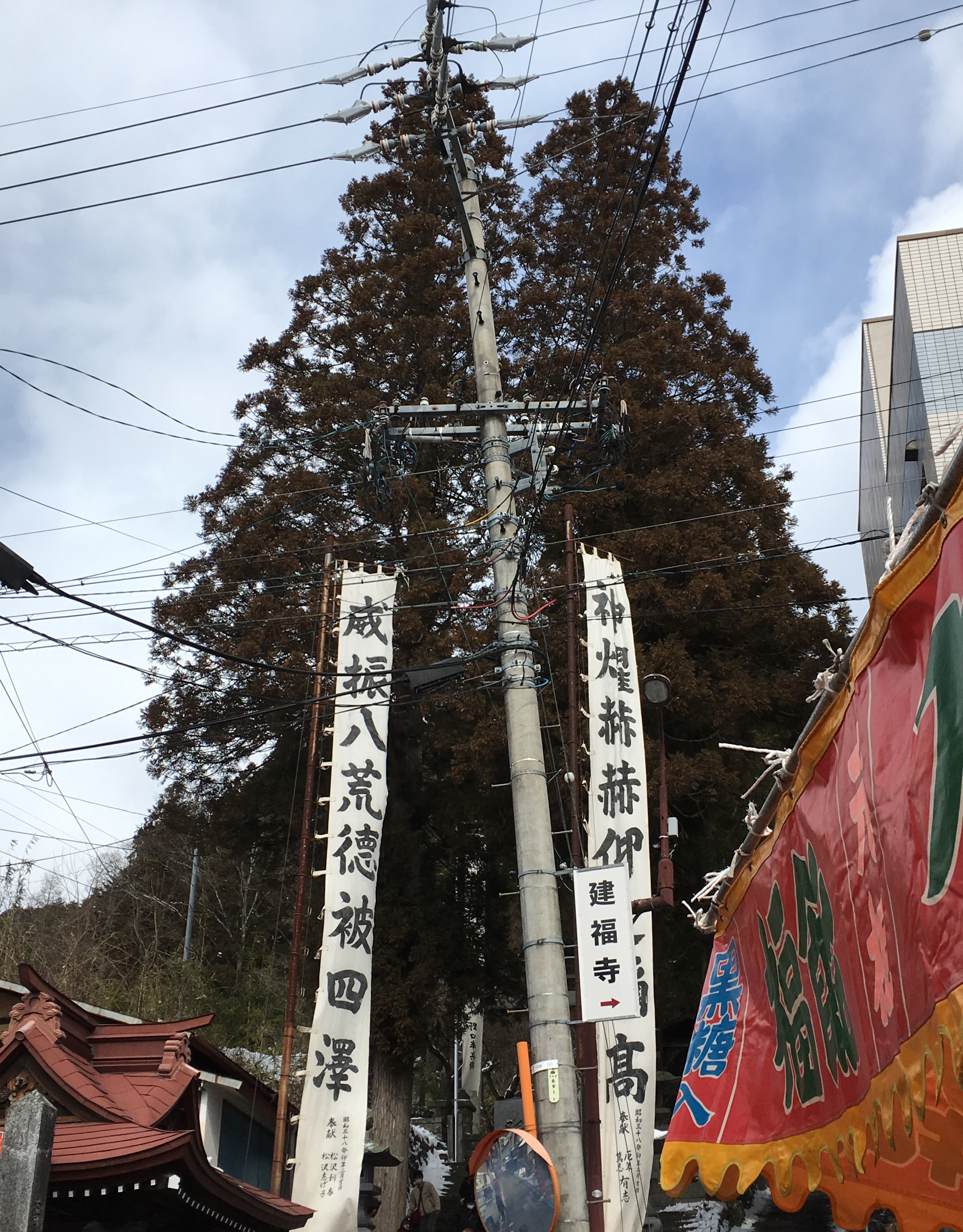
2017年2月11日 鉾持神社十四日市（だるま市）
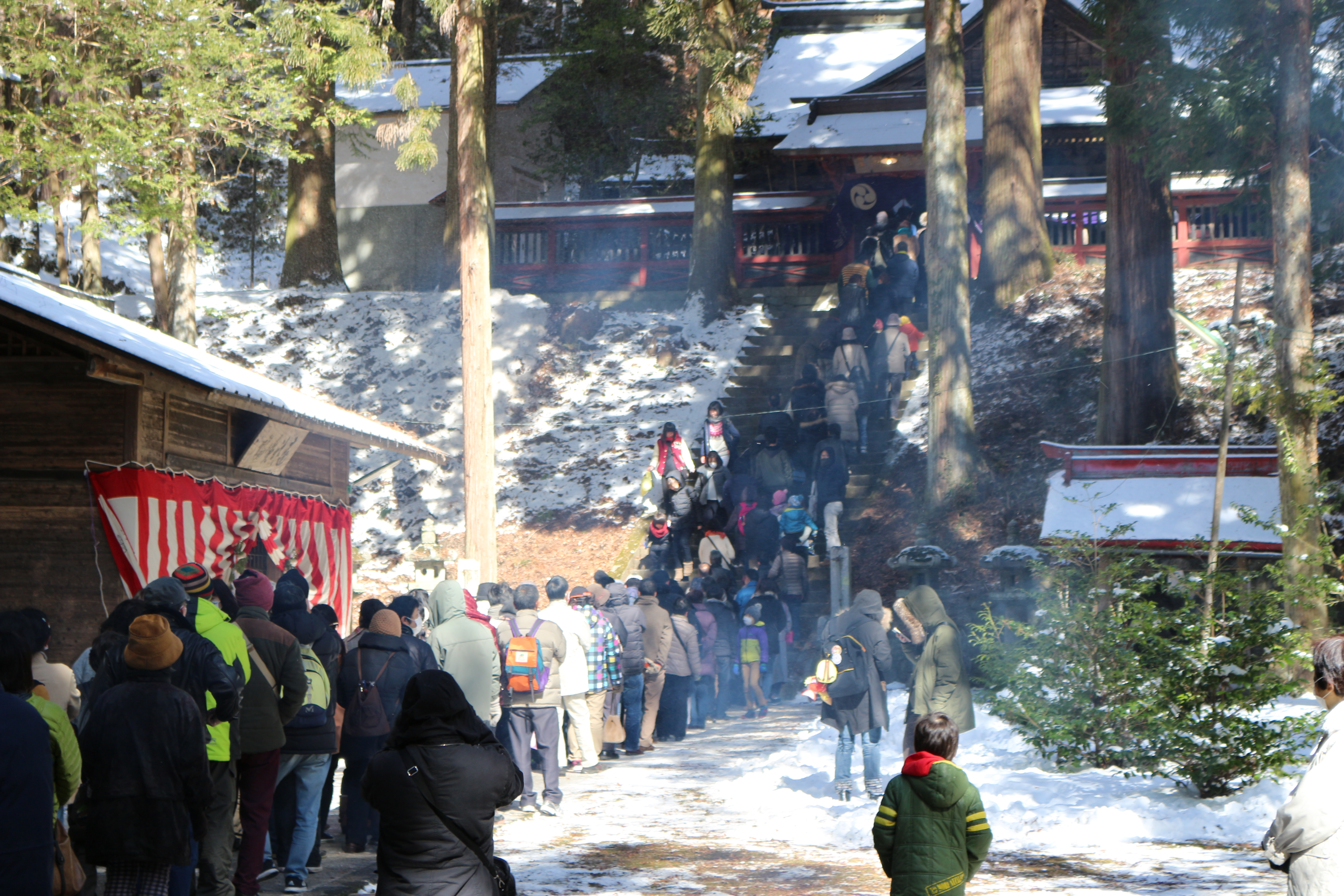
だるま市参拝客の列
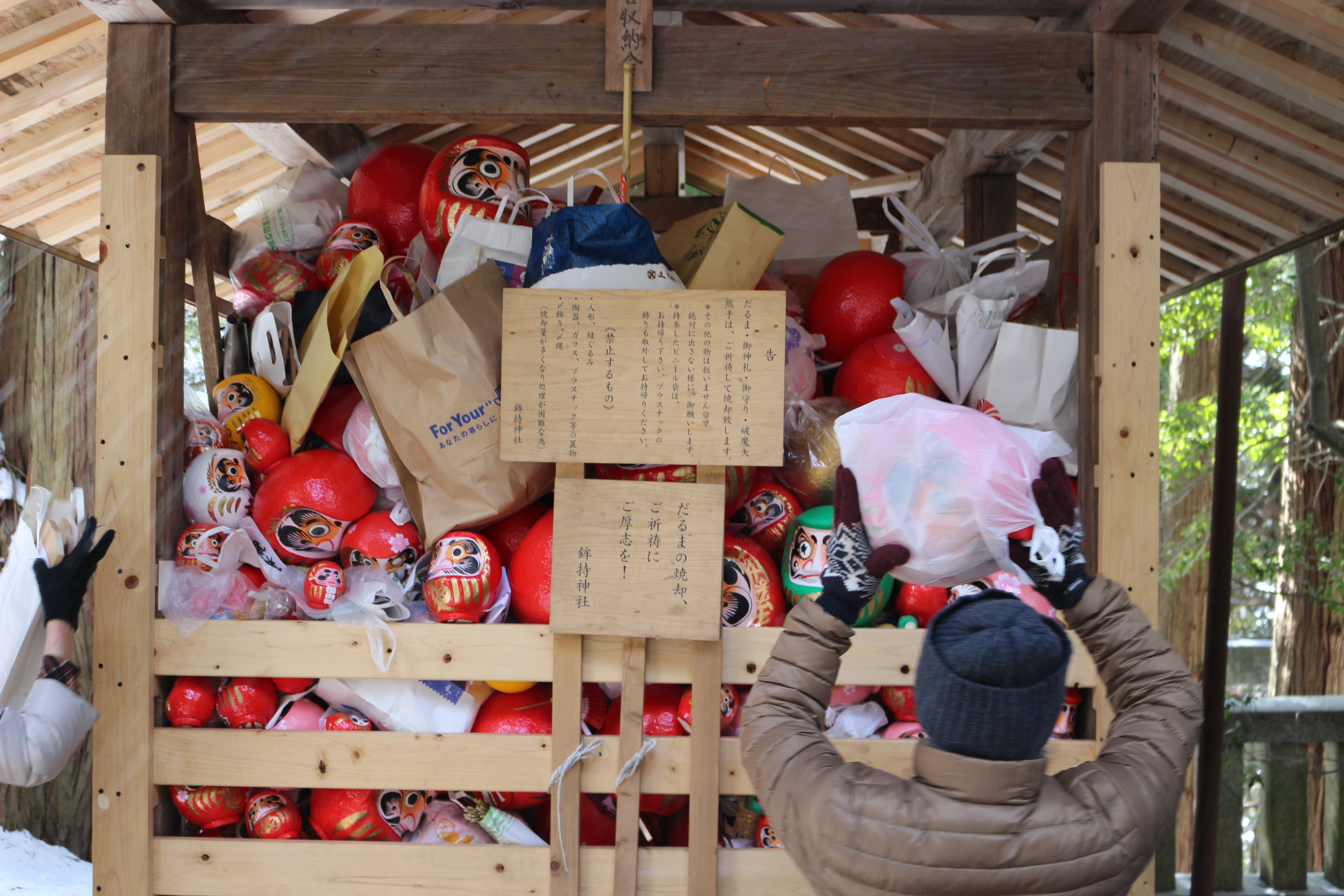
だるまでいっぱいになった集積所
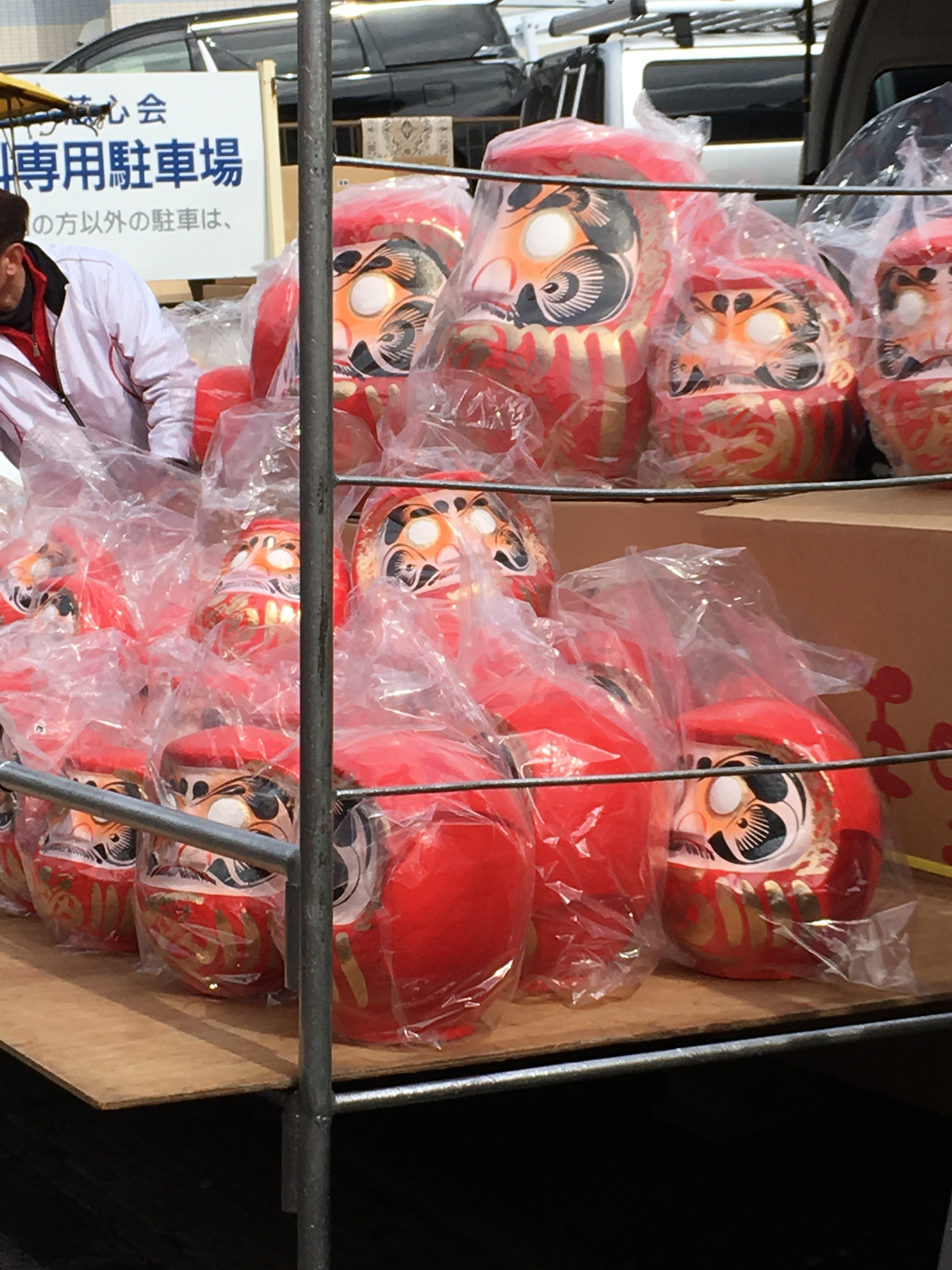
2017年2月11日 鉾持神社十四日市（だるま市）の露天のだるま01
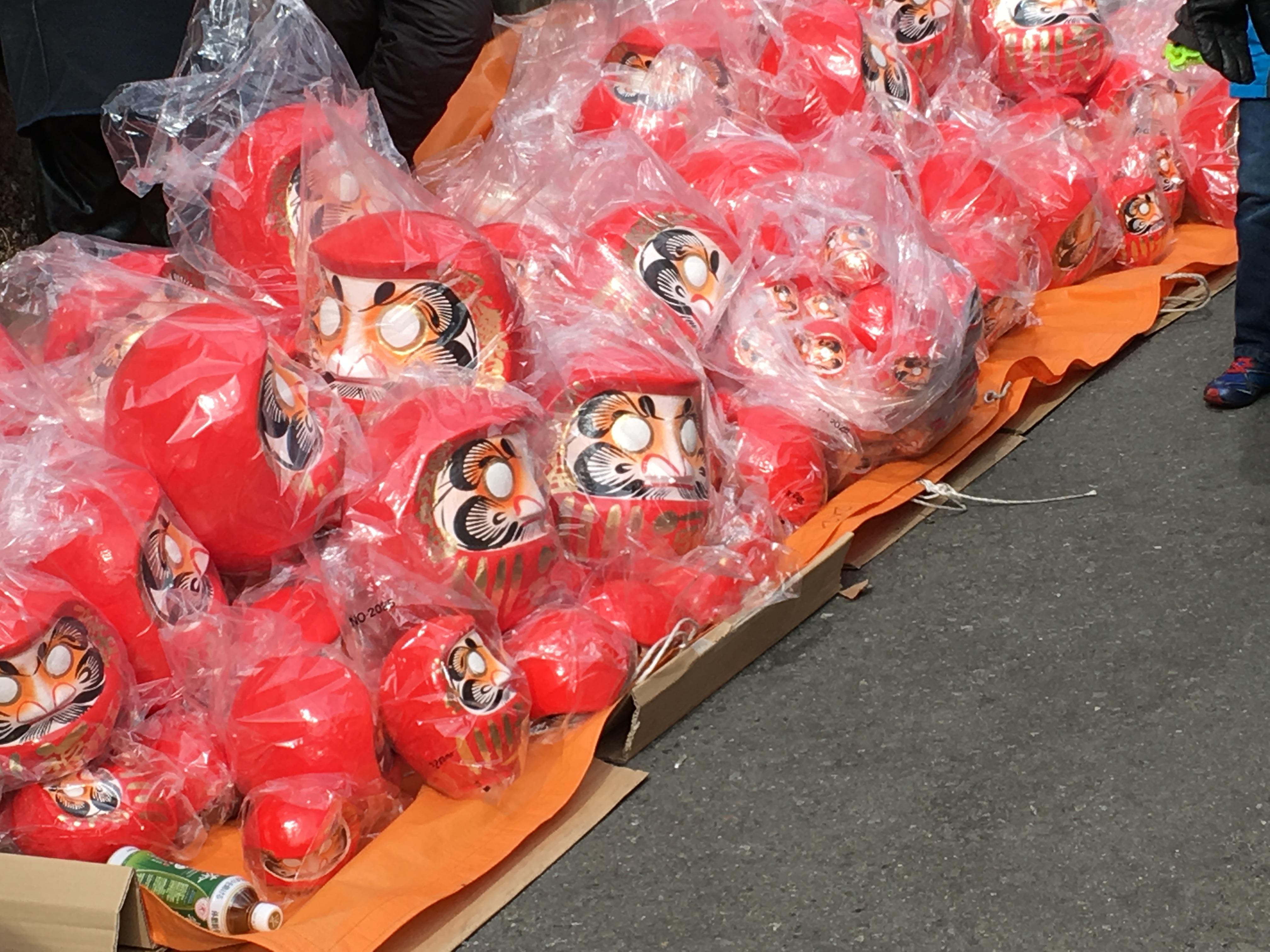
2017年2月11日 鉾持神社十四日市（だるま市）の露天のだるま02